# فالي خيمينيز
فالي خيمينيز (بالإسبانية: Fali Romero)‏ (22 فبراير 1986 بقرطبة في إسبانيا - ) هو لاعب كرة قدم إسباني في مركز الدفاع. لعب مع إيسيخا بالومبيي ونادي برشلونة ج ونادي برشلونة ونادي قرطبة وCórdoba CF B ‏ ونادي تيراسا ‏.

## روابط خارجية
- فالي خيمينيز على موقع قاعدة بيانات كرة القدم.إي يو (الإنجليزية)
- فالي خيمينيز على موقع Soccerway.com (الإنجليزية)
- فالي خيمينيز على موقع AS.com (الإسبانية)